# شيلبيريك الثاني
شيلبيريك الثاني (باللاتينية: Chilperikus)‏ (و. 670 – 721 م) هو عاهل، توفي في نيون، عن عمر يناهز 51 عاماً.

## مناصب
تولى منصب ملك الفرنجة ‏ (719–721)، وملك الفرنجة ‏ في نيوستريا وبرغنديون (715–719).